# Lone Larsen
För dirigenten Lone Larsen, se Lone Larsen (dirigent)

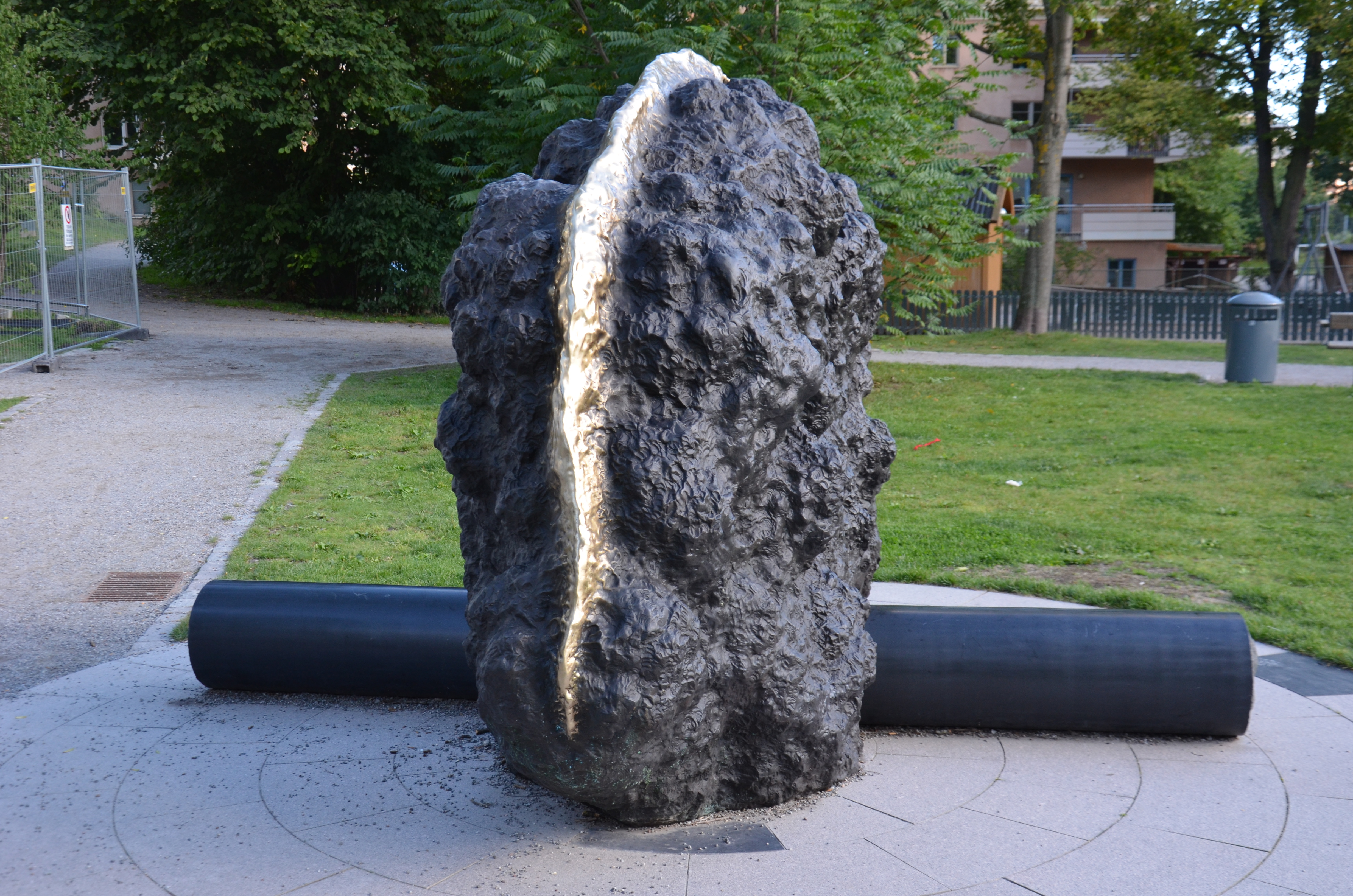
Den andre i Stockholm

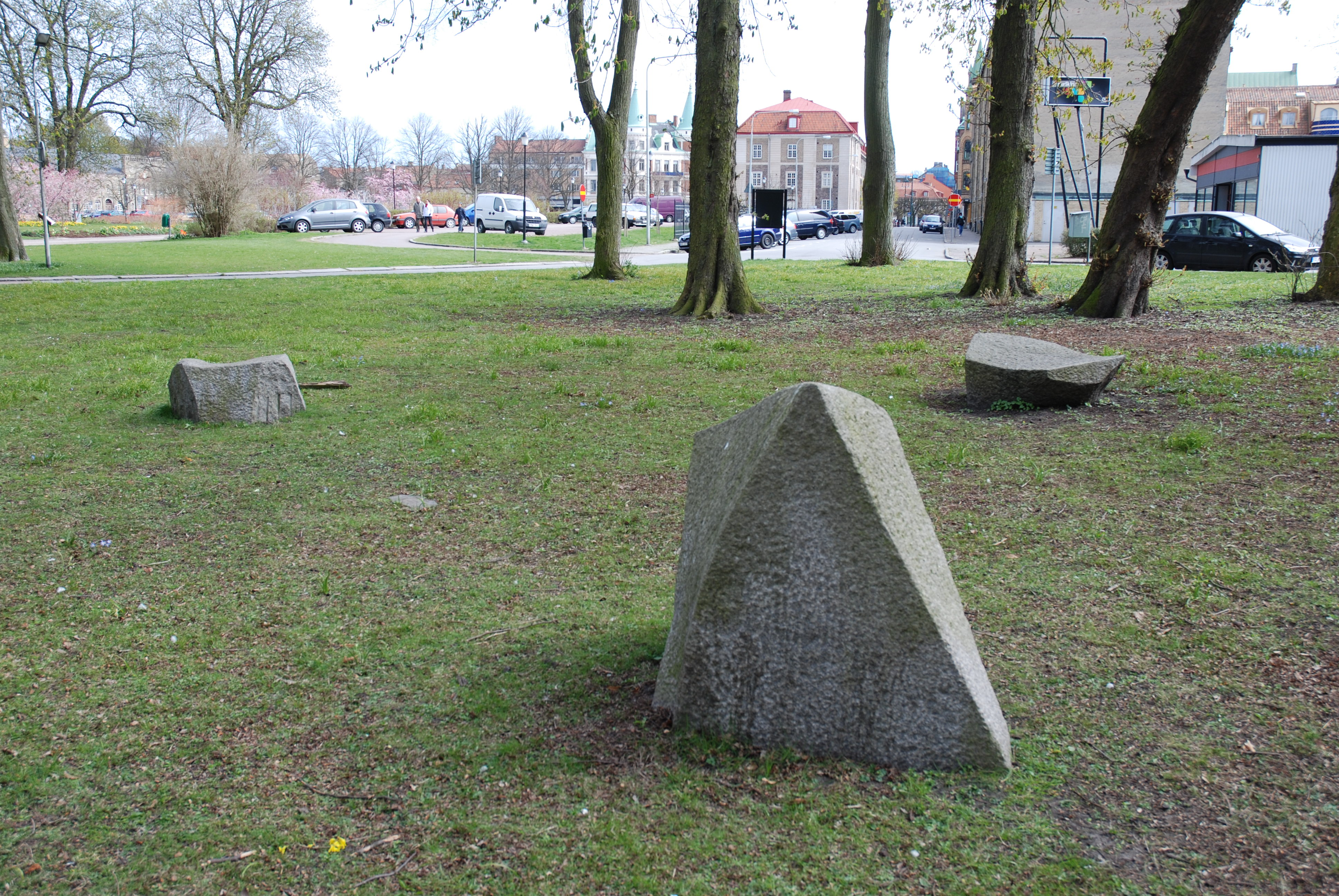
Back to the age, Kaptensgårdens Skulpturpark i Landskrona.

Lone Larsen, född den 13 juni 1955 i Esbjerg, är en svensk skulptör och bildkonstnär.
Lone Larsen är bosatt i Höganäs. 

## Utställningar i urval
- 2006 Corpus på Dunkers kulturhus i Helsingborg
- 2006 Galleri Mårtenson & Persson i Båstad
- 2005 Galleri Thomassen i Göteborg
- 2004 Skärets konsthall, med granitskulpturen Kärl
- 2004 Lagom mycket våld, projekt på Kalmar Konstmuseum och Kalmar stadspark tillsammans med Monika Gora
- 2002 Pre Ooze, projekt tillsammans med Linda Orloff på Kristianstads Konsthall
- 1999 Vandraren på Lunds konsthall med Lone Larsen som projektledare samt som utställare tillsammans med Tuija Lindström, Dawid, och Gerry Johansson
- 1998 Projekt 10 parkbänkar i Wanås skulpturpark och på Prins Eugens Waldemarsudde

## Offentliga verk i urval
- Den andre (2011), patinerad brons, granit och diabas, Sabbatsbergsparken i Stockholm
- Den vaktande (2000), Distriktssköterskemottagningen i Önnestad
- Spiral och Ljusbärare (2000), Helsingborg
- Spegelbänk med solitär (2000), diabas, utanför stadshuset i Falkenberg
- Möte (1999), diabas och granit, Tornlyckeskolan i Höganäs
- Spiral (1999), Västmannaöarna, Island
- Altare (1996), Köpmangatan i Åhus
- Back to the age (1997), granit, Kaptensgårdens Skulpturpark i Landskrona
- Altare II (1997), Länsarbetsnämnden i Karlskrona (inköpt av Statens konstråd)
- Port (1994), Qaqortoq, Grönland
- Våg (1994), Helsingborg (inköpt av Rommare stiftelse)